# Arsałan Budażapow
Arsałan Bairowicz Budażapow (ros. Арсалан Баирович Будажапов; ur. 21 maja 1993) – rosyjski, a od 2020 roku kirgiski zapaśnik walczący w stylu wolnym. Brązowy medalista mistrzostw świata w 2022 roku.
Trzeci w Pucharze Świata w 2022, a także dziewiąty w zawodach indywidualnych w 2020. Złoty medalista mistrzostw Azji w 2020 i brązowy w 2022 roku.